# معركة قلعة أبي ثور
معركة قلعة أبي ثور (بالإنجليزية: Battle of Caltavuturo) هي معركة وقعت في عام 881 أو 882 بين الإمبراطورية البيزنطية وإمارة الأغالبة في إفريقية، أثناء الفتح الإسلامي لصقلية. وكانت انتصارًا بيزنطيًا كبيرًا، على الرغم من أنها لم تتمكن من عكس الفتح الإسلامي لصقلية حيث استطاع المسلمون الصمود والدفاع.
في عام 880، سمحت سلسلة من النجاحات البحرية بقيادة الأميرال نصار [الإنجليزية] للإمبراطور البيزنطي باسيل الأول المقدوني بالتفكير في هجوم مضاد ضد الأغالبة في جنوب إيطاليا وصقلية. في صقلية، مع ذلك، كان الأغالبة لا يزالون يتمتعون باليد العليا: ففي ربيع عام 881، قام الحاكم الأغالبي الحسن بن العباس [الإنجليزية] بغارة على الأراضي البيزنطية المتبقية وفي هذه العملية هزم القائد المحلي، بارساكيوس، بالقرب من طبرمين.
وفي العام التالي، 268 هـ (881/2 م )، وفقًا لابن الأثير ( التاريخ الكامل ، المجلد 7.370.5–7)، انتقم البيزنطيون، وهزموا جيش الأغالبة بقيادة أبي ثور لدرجة أنه قيل إن سبعة رجال فقط نجوا. تم التعرف على القائد البيزنطي المنتصر من المؤرخين المعاصرين بموسيليكس، المعروف أنه خدم في المنطقة في أوائل ثمانينيات القرن التاسع. وبحسب سيرة البطريرك القسطنطيني أغناطيوس القسطنطيني [الإنجليزية]، فقد استدعى القائد البطريرك أثناء المعركة، فظهر له على حصان أبيض في الهواء أمامه، ونصحه بشن هجومه نحو اليمين. اتبع موسيليكيس النصيحة وفاز. أعطت المعركة اسمها للمنطقة: سجل الجغرافي محمد الإدريسي من القرن الثاني عشر قلعة أبي ثور ("قلعة أبي ثور")، وهو أصل الاسم الحديث لقلعة أبي ثور.
على مدى السنوات التالية، شن المسلمون غارات ضد البيزنطيين في قطانية، وتاورمينا، و"مدينة الملك" (ربما بوليزي) في عام 883، وضد روميتا وكاتانيا في عام 884، ومرة أخرى ضد ضطانية وتاورمينا في عام 885. كانت هذه الحملات ناجحة من حيث أنها أسفرت عن إرغام البيزنطيين على جزية كافية لدفع رواتب الجيش، لكنها فشلت في الاستيلاء على أي معاقل بيزنطية.